# Liste der denkmalgeschützten Objekte in Rokytnice nad Jizerou
Grundlage dieser Liste der denkmalgeschützten Objekte in Rokytnice nad Jizerou ist die ÚSKP-Liste (Ústřední seznam kulturních památek České republiky, deutsch Zentrale Liste der Kulturdenkmäler der Tschechischen Republik), die von der tschechischen Denkmalschutzbehörde NPÚ (Národní památkový ústav, deutsch Nationale Denkmalbehörde) seit 1987 geführt wird und an die seit dem Jahr 1850 geschaffenen Listen anschließt.

## Denkmalgeschützte Objekte in der Stadt Rokytnice nad Jizerou nach Ortsteilen
Die Liste umfasst die Kulturdenkmale in der Stadt Rokytnice nad Jizerou (Rochlitz an der Iser) und ihren Ortsteilen. 

### Horní Rokytnice (Oberrochlitz)
| Lage                                                                 | Objekt                            | Beschreibung | ÚSKP-Nr.                  | Bild           |
| -------------------------------------------------------------------- | --------------------------------- | --- | ------------------------- | -------------- |
| Horní Rokytnice 197 (Standort)                                       | Rathaus                           | Ein frühneuzeitliches Rathaus von 1902-1903, nach einem Entwurf von Viktor Kraus und Kleofas Hollmann (1865–1924), das von den historisierenden Formen der transalpinen Renaissance inspiriert ist, aber bereits mit Jugendstilelementen versehen ist.                                                           | 105971 Info Katalog       | weitere Bilder |
| Horní Rokytnice 279, st. 282 (Standort)                              | Haus Nr. 279                      | Das um einen rechtwinklig angeordneten Stallflügel erweiterte Landhaus aus Holz stammt vermutlich aus der Wende vom 18. zum 19. Jahrhundert. Volksarchitektur des Riesengebirges mit reich geschnitzten Bauelementen.                                                                                            | 25438/6-2757 Info Katalog | Haus Nr. 279   |
| Horní Rokytnice, bei Nr. 45 (Standort)                               | Kruzifix                          | Kruzifix. Barocker Sandsteinsockel, der früher von einem Metallkreuz bekrönt war. Am Sockel zwei Inschriften und das Datum 1791. | 46418/6-2756 Info Katalog | Kruzifix       |
| Horní Rokytnice, bei der Höhenstraße am Nordhang des Tals (Standort) | Marienkapelle unter dem Kirchberg | Marienkapelle unter dem Kirchberg (Kaple Panny Marie pod Kostelním vrchem). Eine kleine gemauerte Kapelle mit achteckigem Grundriss. Sie steht offenbar an der Stelle einer älteren Holzkapelle aus dem Jahr 1724. Die jetzige spätbarocke Kapelle soll aus dem Jahr 1768 stammen, 2009 wurde sie rekonstruiert. | 105917 Info Katalog       | weitere Bilder |
| Horní Rokytnice 290 (Standort)                                       | Haus Nr. 290                      | Bauernhaus. Holzbau auf einem Steinfundament, im hinteren Teil der ursprüngliche Stall, darüber ein Blockhaus mit Blech gedecktem Mansarddach. | 40062/6-2758 Info Katalog | Haus Nr. 290   |

### Dolní Rokytnice (Niederrochlitz)
| Lage                           | Objekt                           | Beschreibung                                                      | ÚSKP-Nr.                  | Bild           |
| ------------------------------ | -------------------------------- | ----------------------------------------------------------------- | ------------------------- | -------------- |
| Dolní Rokytnice 184 (Standort) | Haus Nr. 184                     | Bauernhaus                                                        | 20072/6-2752 Info Katalog | weitere Bilder |
| Dolní Rokytnice 205 (Standort) | Bauernhaus Nr. 205               | Bauerngehöft                                                      | 30588/6-4938 Info Katalog | weitere Bilder |
| Dolní Rokytnice (Standort)     | Kirche des hl. Erzengels Michael | Kirche des hl. Erzengels Michael (Kostel sv. Archanděla Michaela) | 46536/6-2751 Info Katalog | weitere Bilder |

### Hranice (Grenzdorf)
| Lage                  | Objekt      | Beschreibung | ÚSKP-Nr.                  | Bild           |
| --------------------- | ----------- | ------------ | ------------------------- | -------------- |
| Hranice 30 (Standort) | Haus Nr. 30 | Bauernhaus   | 19799/6-2759 Info Katalog | weitere Bilder |

### Rokytno (Sahlenbach)
| Lage                   | Objekt       | Beschreibung                                 | ÚSKP-Nr.                  | Bild           |
| ---------------------- | ------------ | -------------------------------------------- | ------------------------- | -------------- |
| Rokytno (Standort)     | Kapelle      | Kapelle – etwa 60 m nördlich vom Haus Nr. 14 | 105197 Info Katalog       | weitere Bilder |
| Rokytno 12 (Standort)  | Haus Nr. 12  | Bauernhaus                                   | 38649/6-2760 Info Katalog | Haus Nr. 12    |
| Rokytno 129 (Standort) | Haus Nr. 129 | Bauernhaus                                   | 23029/6-2761 Info Katalog | weitere Bilder |

### Františkov (Franzenthal)
| Lage                     | Objekt      | Beschreibung | ÚSKP-Nr.                  | Bild        |
| ------------------------ | ----------- | ------------ | ------------------------- | ----------- |
| Františkov 43 (Standort) | Haus Nr. 43 | Bauernhaus   | 25646/6-2755 Info Katalog | Haus Nr. 43 |